# Hautschuppe

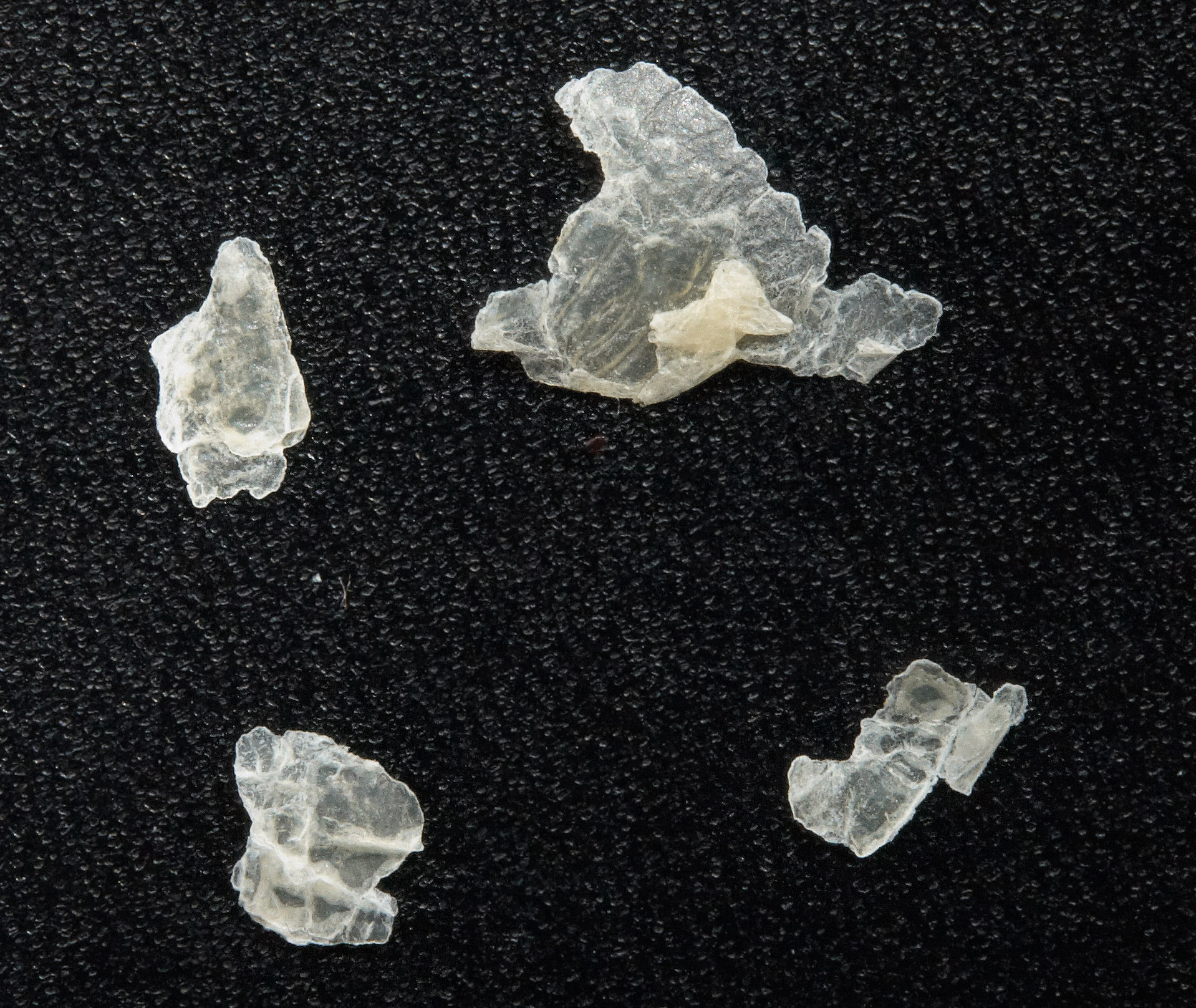
Hautschuppen

Die Hautschuppe (kurz Schuppe; lateinisch squama, englisch epidermal scale) ist eine mit bloßem Auge sichtbare Aggregation von Korneozyten. Desquamation (lat. Desquamatio; Synonyme: Abschilferung, (Ab-)Schuppung, Schuppenbildung) bezeichnet in der dermatologischen Bedeutung das Abstoßen der obersten, verhornten Schichten der Haut unter Bildung von Hautschuppen. Spezielle Form sind Kopfschuppen.
Die Hautschuppe gehört zu den Effloreszenzen in der Dermatologie.

## Ursachen
Im Rahmen der ständig ablaufenden, physiologisch normalen Regeneration menschlicher Haut werden Korneozyten – einzeln oder in kleineren Verbänden – für das menschliche Auge unsichtbar aus dem Stratum corneum abgestoßen. Dies wird als Desquamatio insensibilis bezeichnet.

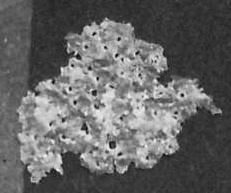
Vergrößerte Hautschuppe

Wenn der geordnete Aufbau der Epidermis gestört wird, ist auch die Koordination der Abschilferung gestört, und es kommt zur sichtbaren Desquamation (Desquamatio sensibilis). Erst Aggregate von 500 und mehr zusammenhängenden Zellen sind für das menschliche Auge als Hautschuppen sichtbar. Die Koordinationsstörung kann durch eine spezifische Hauterkrankung wie z. B. Schuppenflechte, Ichthyose oder der seborrhoischen Dermatitis bedingt sein oder aber auch durch banale Hautentzündungen (z. B. Sonnenbrand) bzw. geringfügige Traumata ausgelöst werden. Fast alle entzündlichen Hauterkrankungen führen in ihrem Verlauf, oft erst im Zuge der Abheilung, zu einer sichtbaren Schuppenbildung. Auf zellulärer Ebene geht der Desquamatio sensibilis in der Regel eine beschleunigte Zellteilung im Stratum basale mit anschließend gestörter Differenzierung voraus.

## Einteilung

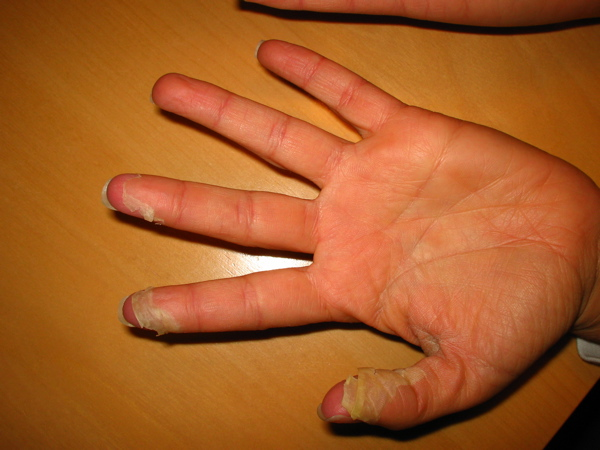
Groblamellare membranöse Schuppung der Haut an den Fingerkuppen am Ende einer Scharlach-Erkrankung

Hautschuppen werden nach Größe und Form unterschieden. Die Art der Abschuppung kann auf die zugrundeliegende Erkrankung hinweisen.
Nach Größe
- feinlamellar
- mittellamellar
- groblamellar

Nach Form
- Ichthyosiform (Schildchenform): Bei der ichthyosiformen Schuppung lösen sich rundlich bis viereckige, linsengroße oder größere Schildchen, die im Zentrum festsitzen, von außen her ab. Dies ist kennzeichnend insbesondere bei Ichthyosis vulgaris.
- Pityriasisform (Kleieform): Feine, kleieförmige Schuppen kommen bei Pityriasis rosea, Pityriasis versicolor oder Masern im Rekonvaleszenzstadium vor. Die entsprechende Schuppenbildung wird als Desquamatio furfuracea (synonym: Desquamatio pityriasiformis, Defurfuratio) bezeichnet.
- Psoriasiform (Plättchenform)
- Membranöse oder lamelöse Form (Blätterform): Bei der membranösen Schuppung löst sich die oberste verhornte Hautschicht in zusammenhängenden größeren Teilen. Vorkommen beispielsweise am Ende einer Scharlach-Erkrankung.[7]

## Sonstiges
Innerhalb geschlossener Räume tragen Hautschuppen zur Bildung von Hausstaub bei. Innerhalb von 24 Stunden verliert ein Mensch durchschnittlich 10 Gramm Hautschuppen. In der Bettwäsche bilden sie Nahrung für Hausstaubmilben.